# Парламент Сінгапуру
Парла́мент Респу́бліки Сінгапу́р (малай. Parlimen Singapura, кит.: 新加坡共和国国家议会, там. சிங்கப்பூர் நாடாளுமன்றம், там. சிங்கப்பூர் நாடாளுமன்றம்) і президент спільно складають законодавчу владу в Сінгапурі, яка заснована на основі вестмінстерської системи. Парламент є однопалатним і складається з обраних депутатів парламенту (парламентаріїв), а з членів парламенту та призначених членів парламенту, що не входять до нього. Після загальних виборів 2015 року у 13-й парламент були обрані 89 депутатів. На першій сесії цього парламенту були призначені дев'ять депутатів. 15 січня 2016 року відбулося перше засідання 13-го парламенту.

## Історія
Між 1819 роком, коли був заснований у нинішньому вигляді. Після Другої світової війни Протоки були розпущені і Сінгапур став самостійною колонією зі своєю власною Законодавчою радою. У 1948 році в Конституцію були внесені поправки, що дозволяють обирати шість місць у Раді; У цьому році були проведені перші демократичні вибори в країні. Ще одна поправка в 1955 збільшила кількість обраних місць до 25, а на наступних загальних виборах перемогла Робоча партія Сінгапуру і її лідер Давид Саул Маршалл став першим головним міністром Сінгапуру. У 1956—1957 роках самоврядування велося з колоніальним офісом в Лондоні і стало реальністю в 1959 році. В ході загальних виборів 1959 року перемогла Партія народної дії здобула перемогу, а її лідер Лі Куан Ю був призначений прем'єр-міністр Сінгапура. Сінгапур отримав незалежність від Великої Британії, приєднавшись до Малайзії в 1963 році, але 9 серпня 1965 року став повністю незалежною республікою. Його Законодавчі збори було перейменовано в парламент Сінгапуру.

## Керівництво
Спікер парламенту несе загальну відповідальність за керівництво парламентом, його секретаріатом і головує на парламентських засіданнях. Постійно обрані комітети постійно створюються для виконання певних обов'язків, і час від часу встановлюються спеціальні виборчі комісії. Крім того, обрані прихильники партії Народної дії засідають у парламентському керівництві.

## Функції і повноваження
Основними функціями парламенту є створення законодавчих актів, контроль над державними фінансами і забезпечення підзвітності міністерств і уряду. Термін повноважень парламенту складає п'ять років, після чого парламент автоматично розпускається. Загальні вибори повинні проводитися протягом трьох місяців.
Кворум для парламентського засідання складає одну чверть від загального числа депутатів, не включаючи Спікера. Депутат починає дискусію, роблячи рух і починаючи мовлення, що пояснює причини руху. Спікер (або голова, якщо парламент знаходиться у комітеті) потім ставить рух у формі запитання, у відповідності з яким інші депутати можуть обговорювати цю пропозицію. Після цього движок може скористатися правом на відповідь. Коли дискусія закрита, спікер ставить питання про рух в Палату і закликає до голосування. Голосування зазвичай робиться усно і незалежно від того, чи виконується рух. Депутати проголосували за. Голоси депутатів формально враховуються тільки в тому випадку, якщо депутат вимагає поділу.

## Склад

### Вибори 2006
Парламентські выборы в Сінгапурі прошли 6 травня 2006 року:
| Партія                             | Голосів | Місць |
| ---------------------------------- | ------- | ----- |
| Народна дія                        | 747 860 | 82    |
| Робоча партія                      | 183 604 | 1     |
| Сінгапурський демократичний альянс | 145 902 | 1     |
| Сінгапурська демократична партія   | 45 634  | 0     |

### Вибори 2011 року
Результаты выборів,  7 травня 2011 року:
| Партія                             | Голосів   | Місць |
| ---------------------------------- | --------- | ----- |
| Народна дія                        | 1 210 617 | 81    |
| Робоча партія                      | 258 141   | 6     |
| Національна солідарна партія       | 242 369   | 0     |
| Сінгапурська демократична партія   | 97 239    | 0     |
| Реформістська партія               | 86 174    | 0     |
| Сінгапурська народна партія        | 62 504    | 0     |
| Сінгапурський демократичний альянс | 55 932    | 0     |

### Вибори 2015 року
| Партія                             | Голосів   | %     | Місць |
| ---------------------------------- | --------- | ----- | ----- |
| Народна дія                        | 1 576 784 | 69,86 | 83    |
| Робоча партія                      | 281 697   | 12,48 | 6     |
| Сінгапурська демократична партія   | 84 770    | 3,76  | 0     |
| Національна солідарна партія       | 79 780    | 3,53  | 0     |
| Реформістська партія               | 59 432    | 2,63  | 0     |
| Сінгапурці, вперед!                | 50 791    | 2,25  | 0     |
| Сінгапурська народна партія        | 49 015    | 2,17  | 0     |
| Сінгапурський демократичний альянс | 46 508    | 2,06  | 0     |
| Партія народної сили               | 25 460    | 1,13  | 0     |
| Незалежні                          | 2 779     | 0,12  | 0     |
| Разом                              | 2 257 016 | 97,95 | 89    |